# 修羅 (林業)
修羅（しゅら）は、森林から丸太を搬出するために設置する仮設すべり台。

## 概要
21世紀において森林内で伐倒して得られる丸太は、林道や作業道、架線などを設置して搬出するが、そうした施設を設置するために必要な重機等の機械力がない時代には、伐採地点から土場へ向けて樋状の滑り台を丸太で組んで作成し、土場（集積場）へすべり落す集材方法の一つとして行われた。このすべり台を修羅という。丸太の重さを利用して滑り落す自重式のほか、家畜や車両によって引き出す牽引式に大別されるが、日本では前者が中心となった。修羅自身も、伐採した丸太で作られた仮設物であり、最後には上部から取り崩して運び出された。
その後、日本では修羅を作るほど大規模な森林伐採が行われなくなったこと、他の搬出方法が普及したこともあり、大規模な修羅は姿を消していった。2019年に行われた労働安全衛生規則改正の際には、同規則からも項目が削除された。